# 2023年のサンマリノグランプリ (ロードレース)
2023年サンマリノグランプリは、ロードレース世界選手権の2023年シーズン第12戦として、9月9日から10日にかけてイタリアのミサノ・サーキットで開催されたイベント。